# چادروو
چادروو (به لهستانی:  Czadrów) یک روستا در لهستان است که در گمینا کامیننا گورا واقع شده‌است. چادروو ۷۲۰ نفر جمعیت دارد.